# Funky (rapero)
Luis Raúl Marrero Cosme (San Juan, 23 de enero de 1974), más conocido por su nombre artístico Funky es un rapero y compositor puertorriqueño de hip hop y reguetón cristiano. Ha sido nominado para dos premios Grammy Latinos en 2003 (por su álbum Funkytown) y 2011 (por Reset) como «mejor álbum cristiano (en español)», y mantiene un récord vigente por ser el más nominado (7 ocasiones) y ganador en cinco oportunidades en la categoría «mejor álbum urbano» en los Premios Arpa.

## Biografía

### Inicios
Marrero nació en San Juan (Puerto Rico), el 23 de enero de 1974. Sus padres se separaron cuando él era joven. Cuando tenía 4 años, su madre, Miriam Cosme, conoció a Carlos Ríos, a quien Marrero considera un padre.
Comenzó a explorar la música a los 15 años bajo la influencia del puertorriqueño Vico C, con quien luego trabajaría en dos de sus álbumes, Aquel que había muerto y Emboscada, donde el sencillo de este último fue utilizado para la banda sonora de la película A contrarreloj, protagonizada por Denzel Washington. En el año de 1996 participó en MC Come to the danza, un álbum junto a artistas como Nicky Jam, Eddie Dee, DJ Rafy, Nine-Finger, entre otros, con dos canciones dando inicio como intérprete (en ese entonces, manejaba el nombre artístico Funky Boy) y al año siguiente en compañía de Notty Don, lanzaron un disco llamado Stilo, al que luego cambiaría a Mr. Funky.
Fundó su propio sello, Funkytown Music en 1999, el mismo año en que produjo Diferente de Triple Seven, participó en No Juzguéis de Sword of Faith y colaboró en Otro Nivel de Bimbo (3 2 Get Funky) como productor de algunos de sus temas.

### 2000-2003:Funkytown y Especie en peligro
En el año 2000, participó como productor en el álbum Peace Makers: Unidos por la Paz produciendo junto a Elinex de Sword of Faith y el dúo de Don Misionero y DJ Sacerdote. En 2002, colaboró como productor en el álbum Realidades de Manny Montes, y cantó en una de las canciones. Ese mismo año, participó en el álbum Día Nacional del Rap Cristiano en vivo y lanzó su primer álbum de estudio Funkytown en 2002. Recibió una nominación al Grammy Latino en 2003.
En 2003, lanzó el álbum Especie en peligro, con este disco, obtuvo varias nominaciones y premios: Premios Arpa (México, 2003 y 2004), Premios la Conquista (California, 2004), Premio Integridad.com (2004) y Premios la gente, (California, 2004), entre otros.

### 2004-2005:Los vencedoresyVida nueva
En 2004, produjo los álbumes de Manteniendo la diferencia de Triple Seven y Nuevas criaturas de Rey Pirin y DJ Blass, ese mismo año junto a DJ Blass lanzó la producción Los vencedores, asimismo, al siguiente año se unió a DJ Pablo, quien había trabajado en producciones de Daddy Yankee y Pina Records, y juntos lanzaron Vida nueva, un álbum con más de 15 artistas urbanos, en una producción que contaba con participaciones de Alex Zurdo, Manny Montes, Quest, entre otros, igualmente produjo los álbumes En la búsqueda de Quest, Clave 912 de Dr. P y Rompiendo los límites de Triple Seven, este último estuvo nominado a los Premios Arpa 2006, misma ceremonia donde Live: En vivo desde Costa Rica de Funky, fue el ganador en la categoría Mejor álbum urbano.

### 2006-2009:Corriendo para ganary primeras compilaciones
Entre 2006 y 2007, lanzó la producción Corriendo para ganar, su tercer álbum solista y sexto global. Produjo Visión Quest de Quest y Revoluzion Stereo de Revoluzión Stereo, introduciéndose en otros géneros y en ese último año llegó a ganar un Premio Dove por su participación con la canción «Jesús (Reggaeton Remix)» en el álbum Remixed de KJ-52.
En 2008, lanzó su producción Acceso total, un álbum recopilando sus éxitos, incluido un nuevo tema «Ella quiere que la miren» y Los Vencedores Platinum Edition, que recopilaba canciones de Los vencedores y Vida nueva. Además, participó en la gira "Cara a Cara" junto a Manny Montes y el grupo Sword Of Faith. Participó además en la «Combinación Perfecta», la única canción que ha logrado reunir a los exponentes más relevantes de la música urbana cristiana como Triple Seven, Manny Montes, Alex Zurdo, Maso, Redimi2, Quest y Dr. P en un solo tema. En 2009, colabora nuevamente con KJ-52 con el sencillo «Fuego», tema que fue abordado por Univision y MTV.

### 2010-2014:ResetyMáscon Redimi2
Luego de un receso, en febrero de 2010, regresa con la canción «Hoy», primer sencillo de su álbum Reset: Unreleased & Remixed, en aquel momento, llamado Flow Sinfónico. En abril de ese año, lanzó la canción «Corazones puros», que fue el segundo sencillo de Reset, disco lanzando al año siguiente. «Te necesito» también fue otro sencillo con vídeo musical, que narró una historia de la pérdida de un hijo, en ese vídeo, Christine D'Clario también participaba. En 2011, el álbum le valió una nominación al premio Grammy Latino. Anunció ese año, su libro autobiográfico De ahora en Adelante: la verdadera historia de Funky.
En mayo de 2013, en colaboración con Redimi2 publicaron el álbum Más, álbum elegido como Mejor Álbum Urbano y nominado en la categoría Mejor diseño de portada en los Premios Arpa 2013.

### 2015 - 2020:Indestructibley Funkytown Family
Lanzó su quinto álbum de estudio como solista Indestructible en 2015 en formato digital. El disco contó con la participación de Alex Zurdo, Marcela Gándara, Ingrid Rosario, Daniel Calveti, Any Puello y Musiko. Posteriormente, estrenó temas musicales individuales como «Luz y sal», «Promesas» y «Cambio de plan».
En 2018, su disquera Funkytown Family (antes, Funkytown Music), anuncia contrato con el rapero dominicano Ander Bock, y comienza la producción y distribución de su álbum, Mi moda, el cual, fue presentado con el sencillo «No fallará», interpretado por Marrero y el nuevo integrante de la compañía discográfica. En 2019, lanzó su sexta producción discográfica de estudio titulada Agua. Para la promoción del disco se lanzaron los sencillos  «Entiérrenlo», «Agua», «Confía» y «Hasta que yo llegue». El disco contó las participaciones de Almighty, Musiko, Manny Montes, Ander Bock y Niko Eme. En 2020, lanzó un EP en vivo titulado En Vivo, Vol.1. 

### 2021 - actualidad:UNO,RojoyRewind XX+
En 2021, lanza un álbum colaborativo junto a Alex Zurdo y Redimi2 titulado UNO. Del proyecto, solo ha salido un sencillo llamado «No lo digas» con la colaboración de Ander Bock y «Mira lo que ha hecho Dios». También colaboró con el ecuatoriano Gerardo Mejía en el tema «Agua amarga». Además, su participación en el álbum Sin Vergüenza de Reach Records junto a Lecrae, formó parte de la banda sonora de la película de Netflix, Blue Miracle.
En 2022, lanzó su álbum Rojo, que estuvo nominado en los Premios Dove como álbum en español del año. En 2023, colaboró en la canción «Solución» en el regreso de Gocho a la música. Luego en ese mismo año lanzaría el álbum Rewind XX+, una recopilación de algunas de sus canciones antiguas y nuevas. En 2025, participó del sencillo del álbum debut de Nacho dentro de la música cristiana, titulado Sobre La Roca, en colaboración con Jay Kalyl.

## Vida privada
En 1998, después de varias crisis matrimoniales con su esposa y su familia, Marrero se hizo cristiano, y lo expresó abiertamente en su canción «Cambio de plan».

## Discografía

### Como Funky Boy
- 1997: Stilo (con Notty Don)

### Como solista
Álbumes de estudio
- 2002: Funkytown
- 2003: Especie en peligro
- 2006: Corriendo para ganar
- 2011: Reset
- 2015: Indestructible
- 2019: Agua
- 2022: Rojo
- 2023: Rewind XX+
- 2024: Paréntesis

Álbumes colaborativos
- 2004: Los vencedores
- 2005: Vida nueva (con DJ Pablo)
- 2013: Mas (con Redimi2)
- 2021: UNO (con Alex Zurdo y Redimi2)
- 2026: Los vencedores 2
- TBA: UNO 2 (con Alex Zurdo, Redimi2 y Manny Montes)

Álbumes en vivo
- 2005: Live: En vivo desde Costa Rica
- 2025: UNO (Live) (con Redimi2 y Alex Zurdo)

Álbumes recopilatorios
- 2008: Acceso total: Tour Edition
- 2008: Los vencedores: Platinum Edition

## Libros
- 2012: De ahora en adelante[61]

## Premios y reconocimientos

### Premios Dove
- 2007 Álbum de Rap/Hip Hop del año - Remixed (Álbum de KJ-52)

### Premios AMCL
- 2002 Álbum urbano del año - Funkytown
- 2004 Álbum urbano del año - Especie en peligro
- 2005 Canción urbana del año - «Lo que traigo es flow»
- 2006 Álbum urbano del año - Funky Live, en vivo desde Costa Rica
- 2011 Intervención musical del año - Funky/Christine D'Clario - «Te necesito»
- 2011 Álbum urbano del año - Reset
- 2011 Videoclip del año - «Te necesito»
- 2011 Calidad sonora álbum del año - Reset
- 2011 Canción mensaje del año - «No funciona»
- 2013 Canción urbana del año - «#Más»

### Premios Arpa
- 2004 Mejor álbum rap/hip hop/alternativo - Especie en peligro
- 2006 Mejor álbum urbano/alternativo -  Live: En vivo desde Costa Rica
- 2012 Mejor álbum urbano/alternativo - Reset
- 2013 Mejor álbum urbano - Más
- 2021 Mejor álbum urbano - Uno

### Premios El Galardón Internacional
2022 Mejor álbum urbano - Uno

### Premios Unción
- 2010 Canción urbana del año - «Justo a tiempo»
- 2013 Mejor canción pop - «Empezar de nuevo»

### Premios VMCL
- 2013 Videoclip musical del año - «Yo soy así»
- 2013 Videoclip musical urbano del año - «Yo soy así»

## Créditos de producción
| Año  | Título |
| ---- | --- |
| 1998 | Aquel que había muerto / Vico C                                                                                   |
| 2000 | Diferente / Triple Seven                                                                                          |
| 2002 | Realidades / Manny Montes (Tema "Abre Tus Ojos", "Realidades" y "Ganándolos a Todos" de Manny Montes feat. Funky) |
| 2002 | Emboscada / Vico C (algunos temas)                                                                                |
| 2002 | Día Nacional del Rap Cristiano (En Vivo) / Varios Artistas (algunos temas)                                        |
| 2003 | United Kingdom / Manny Montes (Tema "Sigue Corriendo" de Funky y "Váyase Con Eso" de Manny Montes con Big Casual) |
| 2017 | Ganas De Vivir / Kike Pavón (Tema "Fácil" de Kike Pavón)                                                          |
| 2018 | ¿Quién Contra Nosotros? / Alex Zurdo (Tema "Todo Lo Puedo" de Alex Zurdo con Funky)                               |
| 2020 | M.E.M.E. / Alex Zurdo (Tema "Valor" y "Liberal Traga’o" de Alex Zurdo)                                            |
| 2021 | Emociones / Onell Diaz (algunos temas)                                                                            |
| 2022 | Conocí Una Oveja / Rubinsky RBK (Tema "Chypher" de Rubinsky RBK con Temperamento y Creyente.7)                    |